# サン・クレメンテ島 (イタリア)
サン・クレメンテ島（Insel San Clemente）は、イタリアのヴェネタ潟の中の島で、ヴェネチアの南よりで、マラモッコ港から船が出ている。

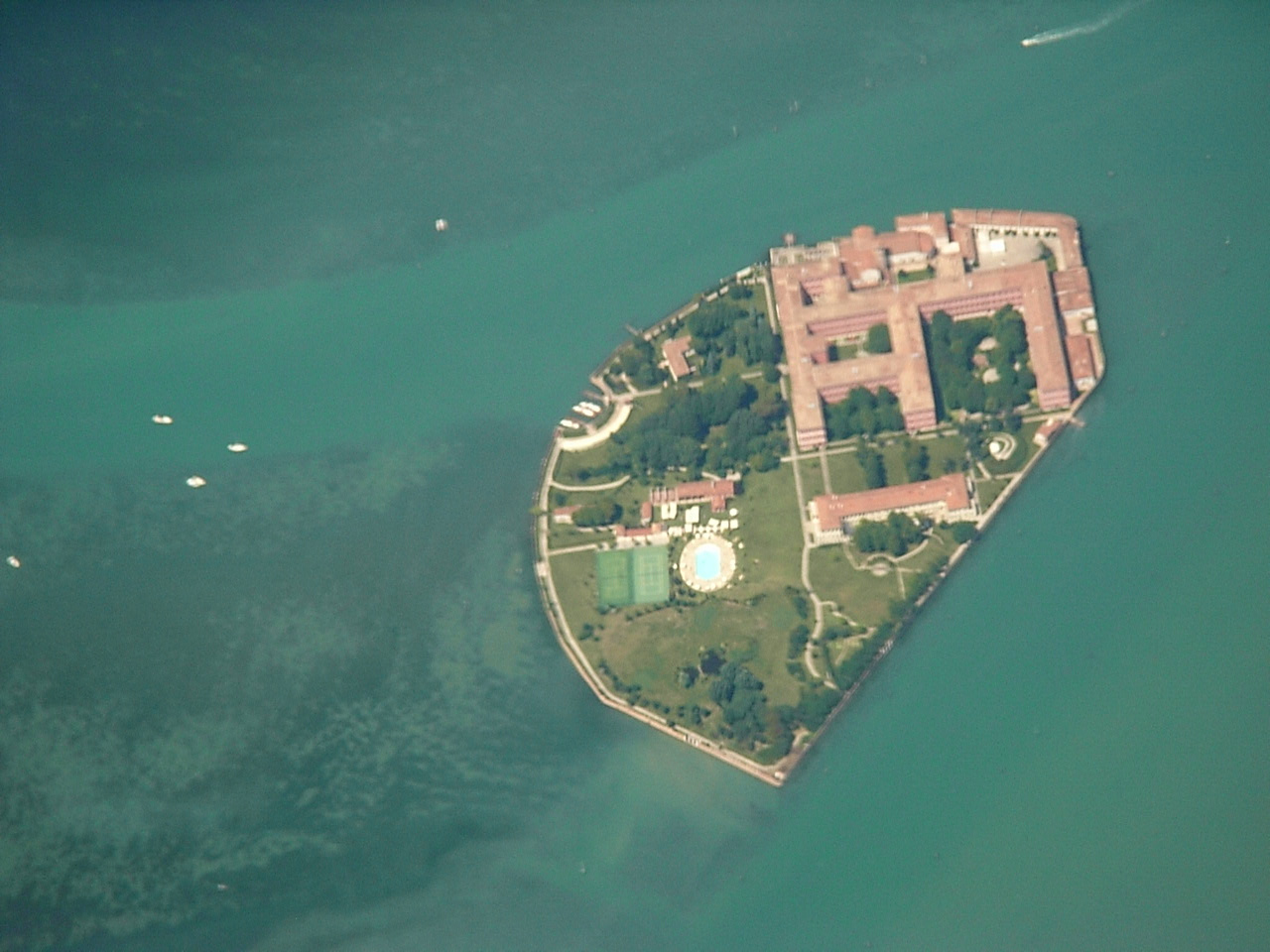
空から見たサン・クレメンテ島

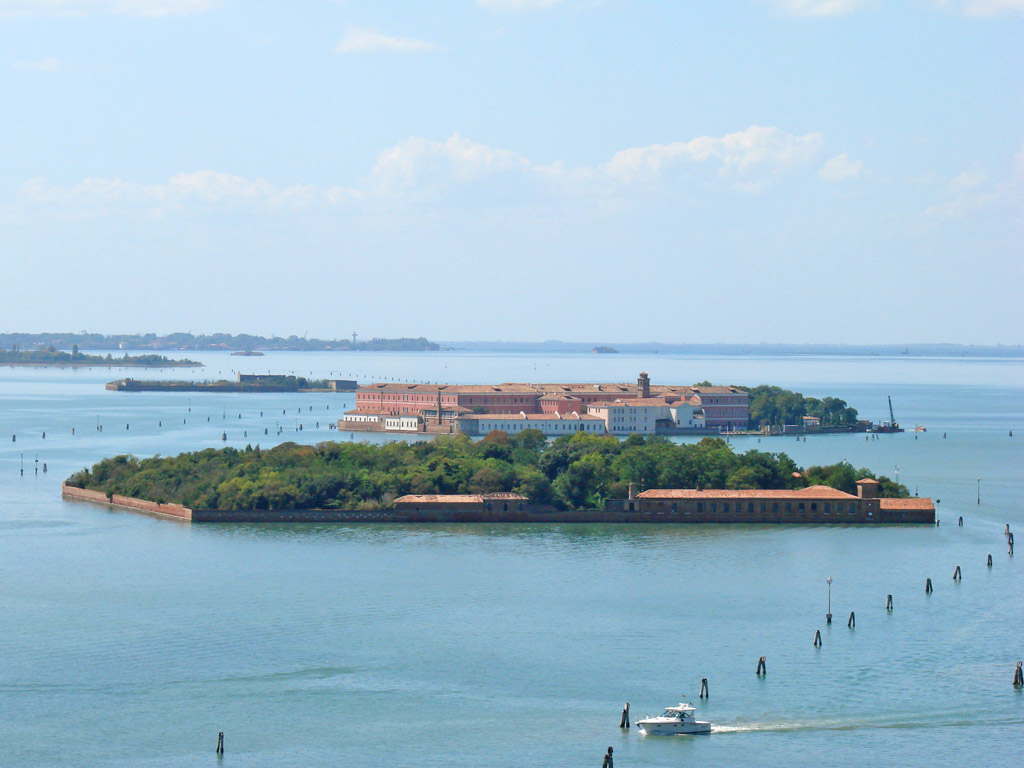
ジュデッカ側からヴェネチア潟をみる。手前にあるのがサン・クレメント島

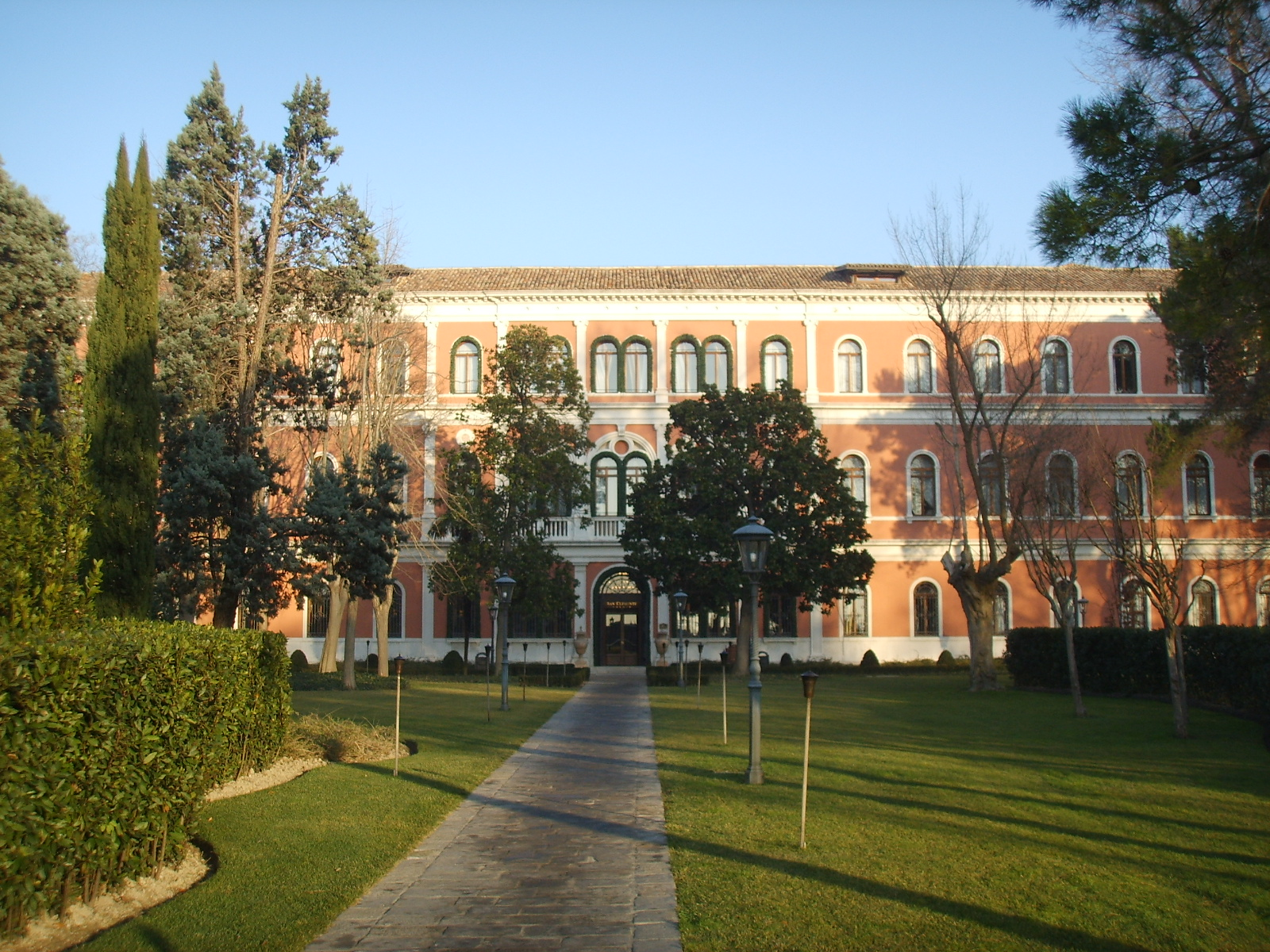
教会の正面

## 歴史
貴族ピエトロ・ガッティレッソ（「強盗貴族」とあだ名された）により、自らの罪を贖うために1131年に教会が建てられ、12世紀半ばからグラードの総司教に属するアウグスチヌス派の修道院になった。その後、聖地巡礼に赴く、あるいは戻ってくる巡礼を宿泊させるための巡礼教会（Hospital）が建てられた。
この島に最後まで残っていたアウグスチヌス派の修道士は、1432年に亡くなった。その後、修道院と教会は、エウゲニウス4世がこの地に慈善兄弟教団の修道士たちを移し、修道院と教会、巡礼教会の再建を指示し、島を再び活性化させる時まで寂れていた。
 教会は島の西の方に今日もそのままに残っていて、修道士達によって再建されたそのままになっている。
世界中から著名な人々や聖職者がこの島を訪れている。マントヴァ公国の使者の1人は、このヴェネチアにペストを持ち込んだという言い伝えもある。
神のご加護により伝染病が終息した後、ヴェネツィア共和国はその感謝の気持ちを表すために教会にサンタ・マリア・デッラ・サルーテ聖堂を建立した。
1451年には、フリードリヒ3世が、彼をキオッジャまで迎えに出てきたヴェネツィア共和国の総督と共にブチントーロからサン・クレメンテにやってきた。
1645年から1810年まで、カマルドリ修道会の修道士たちがこの島を支配した。それはナポレオンの命令により、教団がヴェネチアから撤退するまで続いた。
またヴェネチア市からかなり離れていることもあり、ここには大きな火薬庫が置かれていたこともある。
この建物は、19世紀の半ばにヴェネチアを支配していたオーストリアの手により、女性精神科患者の隔離ための精神病院に改築された。これは今日まで続いていたが、バザリア法により廃止になった。ここから1km離れたサン・セルヴォーロ島が、男性患者の隔離のための精神病院になっていたが、こちらも病院の廃止に伴い精神病院博物館として病院の一部を残し、他はヴェネチア国際大学（en:Venice International University）と国際会議場になった。
2003年から島には古い歴史的建造物を改装した5つ星の豪華ホテル（サン・クレメンテパレス）がある。
改修された教会も2003年4月15日に一般公開されるようになった。
2003年12月31日現在で、島の住民は2人である。
 島は一番高いところで海抜4mしかない。